# Pagano (catch)

José Julio Pacheco Hernández (né le 7 février 1986 à Juárez, dans l'État de Chihuahua, au Mexique) est un catcheur (lutteur professionnel) mexicain qui est actuellement sous contrat avec la Asistencia Asesoría y Administración.

## Carrière

### Asistencia Asesoría y Administración (2016-...)
Lors de Rey de Reyes 2016, lui, Nicho El Milionario, Damián 666 et Halloween font une apparition surprise en attaquant Pentagón Jr. quelques instants après que ce dernier est remporté le Rey de Reyes 2016 et ils annoncent qu'ils sont les "vrais" Perros del Mal, pas le groupe auquel Pentagón Jr. fait partie.
Lors de Triplemanía XXIV, il perd contre Psycho Clown dans un Best two-out-of-three falls Lucha de Apuestas, Mask vs. Hair Match et perd ces cheveux. Lors de Guerra de Titanes 2017, lui, Dr. Wagner, Jr., El Mesías battent El Texano Jr., La Parka et Psycho Clown.
Le 26 mai, il remporte son premier titre à la AAA quand lui et El Mesías battent Dark Family (Cuervo et Scoria) et remportent les AAA World Tag Team Championship.
il participe ensuite à la Lucha Libre World Cup 2017 avec Psycho Clown où ils battent successivement Cody Hall et Quiet Storm, Kendo Kashin et Nosawa Rongai, puis Hi69 et Taiji Ishimori en finale pour remporter le tournoi.

### Global Force Wrestling (2017–...)
Lors de l'Impact Wrestling du 14 septembre, il fait ses débuts à la fédération après le match entre El Hijo del Fantasma et Ethan Carter III en attaquant Carter avec l'aide de Fantasma jusqu’à ce que Eddie Edwards ne vienne sauver Carter. Lors de Bound For Glory 2017, lui, El Hijo del Fantasma et El Texano Jr. perdent contre Eddie Edwards, Ethan Carter III et James Storm.

## Palmarès
- Atlanta World Wrestling Alliance
  - 1 fois NLW Mexicano Championship

- American independent circuit
  - 1 fois Texas Hardcore Heavyweight Championship
  - 1 fois Texas Hardcore Tag Team Championship avec Pantera Asesina

- Asistencia Asesoría y Administración
  - 1 fois AAA World Tag Team Championship avec El Mesías[4]
  - Lucha Libre World Cup (2017) avec Psycho Clown
  - Copa Aficion (2017)
  - Copa Antonio Peña (2018)
  - Copa Triplemanía XXVII

- Mexican independent circuit
  - 1 fois Arena Gladiador Extreme Championship (actuel)

- Mexican Xtreme Wrestling
  - 1 fois MXW Mixed Tag Team Championship avec Ludark Shaitan

## Récompenses des magazines
- Pro Wrestling Illustrated

| Année | 2018 | 2019 à 2020 | 2021 | 2022 | 2023       | 2024 |
| ----- | ---- | ----------- | ---- | ---- | ---------- | ---- |
| Rang  | 288  | Non classé  | 57   | 199  | Non classé | 289  |